# Haderslev Fjord
Haderslev Fjord er en cirka 15 km lang, smal og bugtet fjord, der fra Lillebælt skærer sig ind i det østlige Sønderjylland. 

## Geografi
Indløbet til fjorden går mellem Ørby-grund og Knude-grund nordvest for Årø. Dybden i fjorden er under 2 meter undtagen i en gravet rende med 5 meter vand, som fører ind til Haderslev havn og by. I havnen er der indtil 5½ meter vand.
Fjorden udgør en væsentlig del af Haderslev Næs nordlige afgrænsning.

## Omgivelser
Havnen er i dag under omdannelse fra erhvervs- og trafikhavn til et område med boliger og rekreative muligheder.
Fjorden har via Møllestrøm forbindelse til Haderslev Dam.

## Andet
Turbåden "Helene" foretager tursejlads på fjorden mellem Haderslev by og Årø i sommersæsonen.
- Nyere byggeri langs fjordens nordside
- Udsigt over fjorden fra Starup Kirkegård.
- "Helene"

## Ekstern henvisning
- tidsskrift.dk: Lidt om Haderslev fjord som søfartsvej (Webside ikke længere tilgængelig)